# Охрана окружающей среды
Охра́на окружа́ющей среды́ (или охра́на приро́ды, защи́та приро́ды) — комплекс мер, предназначенных для ограничения отрицательного влияния деятельности человека на окружающую среду (природу). Такими мерами могут являться:
- Ограничение выбросов в атмосферу и гидросферу с целью улучшения общей экологической обстановки.
- Создание заповедников, национальных парков с целью сохранения природных комплексов.
- Ограничение ловли рыбы, охоты с целью сохранения определённых видов.
- Ограничение выброса мусора.
- Ограничение вырубки лесов.

## Научная основа
Научные основы охраны окружающей среды изучает экология. Изучение многообразного влияния научно-технического прогресса на окружающую природную среду (биосферу) — одна из наиболее важных проблем современности. Конечная цель такого изучения — защита и улучшение окружающей среды для благополучного существования текущего и будущих поколений.

## Охрана земель и меры по защите почв
Охрана земель, согласно экологическому словарю, — это «комплекс организационно-хозяйственных, агрономических, технических, мелиоративных, экономических и правовых мероприятий по предотвращению и устранению процессов, ухудшающих состояние земель, а также случаев нарушения порядка пользования землями».
Охрана земель тесно связана с охраной почв. Для восстановления почв, загрязнённых токсичными промышленными отходами (в том числе свинцом, мышьяком, цинком и медью) могут быть использованы новые подвиды земляных червей Lumbricus rubellus. Каждый подвид обладает своим белковым комплексом, нейтрализующим опасные соединения, то есть поглощает определённый элемент и возвращает его в почву уже в виде, пригодном для усвоения растениями. Таким образом, возможно двухэтапное восстановление почв:
1. разведение червей;
2. высадка зелёных насаждений.

Поскольку эти черви не способны жить в чистых почвах, их также можно использовать для оценки токсичности почв.

## Охрана лесов
Сплошные концентрированные рубки, пожары, болезни, ветровал, загрязнение окружающей среды и индивидуальный отбор, очень широко применяемый в селекции, приводят к тому, что сокращается эффективная численность особей в популяциях древесных растений. А за этим следует постоянное снижение генетического разнообразия лесов. Это опасно тем, что новые поколения леса, появившиеся от численно ограниченной группы, будут менее разнообразны с точки зрения генетики, а значит, снизится их продуктивность и устойчивость к неблагоприятным условиям.
Устранить эту проблему в отношении каждого конкретного вида можно только в том случае, если будет достаточно хорошо изучена его популяционно-хорологическая структура. Эксплуатация и последующее восстановление численности популяции должны осуществляться на основе максимально возможного сохранения принципа естественного воспроизведения этой популяции. Например, для сосны обыкновенной в таёжной зоне, где под пологом взрослых деревьев имеется много подроста, восстановление леса должно проходить естественным путём. Суть метода здесь — в выборе оптимальных схем разработки лесосек для максимального сохранения подроста. В типах лесов, где сосна не сменяется менее ценными древесными видами, но подроста мало, возобновление сосны также должно быть естественным, а постепенные рубки сопровождаться мерами, способствующими этому. Восстановление вырубок путём посадок возможно только в тех типах лесов, где сосна заменяется другими, хозяйственно малоценными видами. Здесь важно соблюдение принципа: где были заготовлены семена, там они и должны быть высеяны.

## Экологический активизм
Экологический активизм (экологизм, энвайронментализм) — общественное движение, направленное на усиление мер по защите окружающей среды. Активисты организуют протесты против загрязнения окружающей среды, а иногда (как в случае организации «Гринпис») и активно саботируют ведение экологически опасной экономической деятельности. Наиболее радикальные энвайронменталистские организации (например, Фронт освобождения Земли) допускают в своей деятельности методы экотерроризма.
Позитивным примером экологического активизма может быть эковолонтёрство, с его интеграцией в игровую и спортивную деятельность человека: SpoGomi, Чистые Игры, Гринворкаут, Плоггинг.

## С точки зрения религии

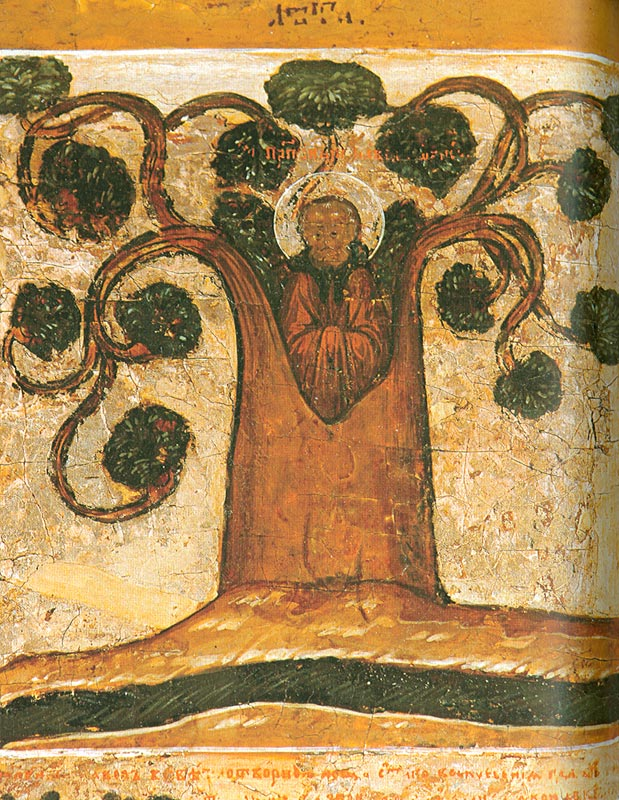
Преподобный Павел Обнорский спасается в дупле липы (клеймо иконы XVII века)

### Буддизм
Согласно современному мастеру чань Син Юню, Будда Шакьямуни был основателем движения по охране окружающей среды, которое воплощает в себе буддизм. Будда утверждал, что все вещи являются взаимозависимыми друг от друга и не могут существовать обособленно. Тем самым, причиняя вред окружающей среде, человек причиняет вред себе. То же верно и в обратном направлении. Например, согласно буддийскому учению, ложь приводит к повышению загрязнения и вони в окружающей среде.
Охране окружающей среды в учении всегда уделялось большое внимание. Будда указывал своим последователям, что те должны защищать от уничтожения животных и отдельные виды деревьев. Буддисты часто производили посадку деревьев и углубляли реки. Они также призывали людей к вегетарианству, экономному использованию природных ресурсов и любви к природе.

### Зороастризм
Зороастризм провозглашает почитание стихий Земли: огня, воды, земли и воздуха. Заратуштра провозгласил необходимость беречь окружающую среду и предохранять её от загрязнения, необходимость заботы о животных и растениях.

### Православие
Православный святой, преподобный Амфилохий (Макрис), по утверждениям современников очень любил природу, особенно же — деревья. Дружба православных святых с дикими животными — часто упоминается как в житиях святых, так и в легендарных историях о них.
Делегация Русской православной церкви на VI Ассамблее ВСЦ в 1983 г. внесла предложение о внесении в перечень прав человека «права на защиту окружающей среды».

В документе «Позиция Русской Православной Церкви по актуальным проблемам экологии» указано в частности:
Загрязнение и разрушение природы — прямое следствие человеческого греха, его зримое воплощение. Многообразные проявления греховного отношения к природе характерны для современного «общества потребления», ставящего главной целью получение прибыли.
Священный Синод Русской православной церкви на заседании 13 июля 2015 года в Санкт-Петербурге установил день особой молитвы о Божием творении. Архипастырям и пастырям в первое воскресенье сентября Синод постановил посвящать проповедь заботе о Божьем творении. Тем самым священный Синод стремится стимулировать активность духовенства и мирян в экологической сфере.
С 2015 года работает сайт экологической работы Московской епархии Архивная копия от 24 сентября 2020 на Wayback Machine, на котором регулярно публикуются новости о работе и акциях, проводимых под патронажем Церкви.

### Католицизм
Среди католических богословов наиболее полное развитие природоохранная тематика получила в трудах папы Иоанна Павла II, который, рассматривая причины экологического кризиса, считал, что: «Человек, охваченный жаждой иметь и получать удовольствие в большей степени, чем быть и возрастать, потребляет безудержно и беспорядочно земные ресурсы и свою собственную жизнь», решение экологических проблем возможно только на пути сохранения «нравственных условий подлинной человеческой экологии».